# Julia Roddar
Julia Elisabeth Roddar (Falun, Suecia; 16 de febrero de 1992) es una futbolista sueca. Juega como centrocampista en el Washington Spirit de la National Women's Soccer League de Estados Unidos. Es internacional con la selección de Suecia.

## Trayectoria
Roddar comenzó a jugar al fútbol en el club Slätta SK de su ciudad natal Falun. Luego jugó para Falu Elit DFF antes de unirse al Korsnäs IF en 2007. En la temporada 2008, jugó 14 partidos y marcó 10 goles con el Korsnäs IF en la División 3. Antes de la temporada 2009 se incorporó al club de la División 1 Kvarnsvedens IK en Borlänge, pero regresó al Korsnäs IF meses después. A finales de agosto de 2009, viajó a Estados Unidos para estudiar y jugar al fútbol en Shattuck-St. Mary's Soccer Academy. Tras un año en St. Mary's, entró a la Universidad de Wisconsin-Madison, donde jugó 20 partidos. Seis meses después se pasó a la Florida Gulf Coast University donde jugó un total de 62 partidos en los que marcó 4 goles. Durante las vacaciones de verano, regresaba a Suecia todos los años para jugar en el Kvarnsvedens IK. En 2015, ascendió a la Damallsvenskan con el Kvarnsvedens tras ganar la Elitettan. Sin embargo el club descendió en la temporada 2017 al terminar penúltimo en la tabla.
Roddar luego se unió al Kopparbergs/Göteborg FC, club con el cual obtuvo el subcampeonato en la Dammalsvenskan 2018 y 2019. En la Liga de Campeones 2019-20, el equipo quedó afuera en los dieciseisavos de final contra el Bayern de Múnich debido a la regla del gol de visitante, ya que de local perdió 2-1 y en el partido de visitante, que Roddar no jugó, sólo logró una victoria 1-0.
En enero de 2021, Roddar se incorporó al Washington Spirit de la National Women's Soccer League.

## Estadísticas

### Clubes
| Club                    | País           | Año             |
| ----------------------- | -------------- | --------------- |
| Kvarnsvedens IK         | Suecia         | 2011 - 2017     |
| Kopparbergs/Göteborg FC | Suecia         | 2018 - 2020     |
| Washington Spirit       | Estados Unidos | 2021 - presente |

## Palmarés

### Títulos nacionales
| Título    | Club            | País   | Año  |
| --------- | --------------- | ------ | ---- |
| Elitettan | Kvarnsvedens IK | Suecia | 2015 |

### Títulos internacionales
| Título                     | Equipo | Sede  | Año  |
| -------------------------- | ------ | ----- | ---- |
| Juegos Olímpicos de Verano | Suecia | Tokio | 2020 |

(*) Incluyendo la Selección